# Théorème de Hasse-Minkowski
Le théorème de Hasse-Minkowski est un résultat fondamental de la théorie des nombres qui stipule que deux formes quadratiques sur un corps de nombres sont équivalentes si et seulement si elles sont équivalentes localement à tous les endroits, c'est-à-dire équivalentes sur chaque complétion du corps (qui peut être réel, complexe ou p-adique). Un résultat connexe est qu'un espace quadratique sur un corps de nombres est isotrope si et seulement s'il est isotrope localement partout, ou de manière équivalente, qu'une forme quadratique sur un corps de nombres représente de manière non triviale zéro si et seulement si cela vaut pour toutes les complétions du corps. Le théorème a été prouvé dans le cas du corps des nombres rationnels par Hermann Minkowski et généralisé aux corps de nombres par Helmut Hasse. La même affirmation vaut encore plus généralement pour tous les corps globaux.
L'importance du théorème de Hasse-Minkowski réside dans le nouveau paradigme qu'il a présenté pour répondre aux questions arithmétiques: afin de déterminer si une équation d'un certain type a une solution dans les nombres rationnels, il suffit de tester si elle a des solutions sur des corps complets de nombres réels et p-adiques, où des considérations analytiques, telles que la méthode de Newton et son analogue p-adique, le lemme de Hensel, s'appliquent. Ceci est encapsulé dans l'idée d'un principe local-global, qui est l'une des techniques les plus fondamentales de la géométrie arithmétique.
Le théorème de Hasse-Minkowski réduit le problème de la classification des formes quadratiques sur un corps de nombres K  à équivalence près sur les corps locaux. Les invariants de base d'une forme quadratique non singulière sont sa dimension, qui est un entier positif, et son discriminant modulo les carrés dans K, qui est un élément du groupe multiplicatif K*/K*2. De plus, pour toute place v de K, il existe un invariant issu de la complétion Kv. Selon le choix de v, cette complétion peut être les nombres réels R, les nombres complexes C, ou un corps de nombres p-adiques, chacun ayant différents types d'invariants.
- Cas de R. Selon la loi d'inertie de Sylvester, la signature (ou, à la place, l'indice d'inertie négatif) est un invariant complet.
- Cas de C. Toutes les formes quadratiques non singulières de même dimension sont équivalentes.
- Cas de Qp et de ses extensions algébriques. Les formes de même dimension sont classées à équivalence près par leur invariant de Hasse.

Ces invariants doivent satisfaire certaines conditions de compatibilité : une relation de parité (le signe du discriminant doit correspondre à l'indice d'inertie négatif) et une formule de produit (une relation local-global). Inversement, pour tout ensemble d'invariants satisfaisant ces relations, il existe une forme quadratique sur K avec ces invariants.